# Clube Atlético Comercial
O Clube Atlético Comercial é um clube brasileiro de futebol da cidade de Lins. Foi fundando em 1938 sob o nome de Comercial Futebol Clube e disputou o Campeonato Paulista da Segunda Divisão de 1949.
Atualmente suas instalações funcionam como clube esportivo.

## Participações em estaduais
- Segunda Divisão (atual A2) = 1 (uma)

- 1949